# Стандарт де-факто
Стандарт де-факто или «неофициальный стандарт» — техническая спецификация, изначально не являвшаяся стандартом, не разработанная как таковая и не принятая стандартизирующими организациями (например, ISO), которая исторически начала широко использоваться и приниматься как стандарт.
Стандарт де-факто может впоследствии стать стандартом де-юре — как, например, PDF.

## Другие способы стандартизации
Помимо «де-факто», стандарт мог появиться и по другим причинам:
- Договором конкурирующих сторон.
- «По указке» незаинтересованной стороны. Например: сорта пищевых продуктов (в частности, сливочного масла).

## Причины появления

### Традиция → стандарт
При такой модели стандарт де-факто рождается из традиции. Например: правостороннее движение на российских железных дорогах произошло от устоявшегося правостороннего движения телег. Традиция оказалась сильнее англичан, которые при строительстве железной дороги Москва-Петербург сделали её левосторонней. (Железная дорога Москва-Рязань левосторонняя и по сей день.)
Другой пример — расположение пуговиц и петель на одежде: у мужчин одежда застёгивается слева направо, у женщин — справа налево.

### Монополия→ стандарт
Если выходит единственный в своём роде товар, у него есть большие шансы стать стандартом де-факто. Например: Macromedia Flash (ныне Adobe Flash) — первая реализация интерактивных векторных элементов в вебе.
Если таких товаров несколько, стандартом де-факто может стать тот из них, который выигрывает конкурентную борьбу (как Microsoft Word над WordPerfect). Благодаря решению проблемы застревающих рычагов и удачной рекламе раскладка QWERTY (а не её конкуренты) стала стандартом латинской клавиатуры для английского языка.
Зачастую такие спецификации публикуются не в полном объёме, являются коммерческой тайной, или же содержат в себе требования лицензионных выплат за получение права производства и распространения оборудования и/или программного обеспечения, основанного на данной спецификации. Также такая спецификация может содержать в себе запрет разработки производных технологий.
Всё это облегчает, например, производителям программного (обычно проприетарного) или аппаратного обеспечения, использующего собственный проприетарный формат, захват рынка путём установления этого формата в качестве «стандарта де-факто» и замыкания пользователей на своих продуктах (Vendor lock-in) благодаря отсутствию его поддержки в конкурирующих продуктах.

## Примеры стандартов де-факто

### Техника
- Большинство спецификаций бытовой техники (батарейки, VHS, Blu-Ray).
- Раскладка клавиатуры QWERTY.
- Лево- и правостороннее движение.

### IT
- Протокол файл-серверов SMB (CIFS).
- Формат документов Microsoft Word.
- Формат электронных документов PDF (до его стандартизации).
- Командная строка ARC, впоследствии скопированная другими архиваторами (в частности, ARJ, WinRAR и 7-Zip).